# Raymond Foulché-Delbosc
Raymond Foulché-Delbosc (Tolosa de Llenguadoc 1864 - París 1929) fou un lingüista i hispanista occità.
Amic de Pompeu Fabra, fou aquest qui el portà a Barcelona. Posteriorment va ser un dels més destacats congressistes del Primer Congrés Internacional de la Llengua Catalana, celebrat a Barcelona el 1906, on intervingué en la sessió inaugural, junt amb Pier Enea Guarnerio i Adolfo Bonilla San Martín, com a representant d'un dels estats on es parla català.
Fou fundador i director de la Revue Hispanique, en la qual publicà la major part dels seus estudis i investigacions. Creà, així mateix, una col·lecció annexa a aquesta revista, dedicada a crítiques sobre la literatura espanyola. Ramon Casas li va dedicar un retrat, avui conservat al MNAC.
A partir del 1902 fou membre corresponent estranger de l'Acadèmia de Bones Lletres de Barcelona.